# Oxyura ferruginea
Oxyura ferruginea — птица семейства утиные.

## Общая характеристика
Длина тела 35—48 см, масса 817—848 граммов у номинативного подвида. У взрослых самцов в брачном оперении «шапочка» на голове и затылок глянцево-чёрные, остальная часть головы чёрная у номинативного подвида и пятнистая чёрно-белая у O. f. andina. Шея, верхние части тела и бока блестящие красновато-каштановые. Ближе к надхвостью от тёмно-коричневого до черноватого, переходит в тёмно-каштановый цвет на надхвостье; хвост коричневато-чёрный; крылья тёмно-коричневые, подхвостье и живот серебристо-белые, с пятнами. Радужная оболочка тёмно-коричневая, клюв кобальтово-синий с розоватыми краями, ноги — синевато-серые с более тёмными прожилками. У самок «шапочка» на голове и полоса, идущая от нижней челюсти назад через область уха, рыже-бурые, испещрённые чёрным. Остальная часть щёк, горло и шея спереди жёлто-белые с пепельным оттенком. Шея сзади, верхние части, и бока бледно-коричневые, с каштановыми пятнышками и полосками. Хвост и крылья серовато-коричневые с небольшим количеством каштановых тонов, нижние части тела серебристо-белые. Радужная оболочка коричневая, клюв темноватый, ноги — синевато-серые. Самцы зимой напоминают самок. Молодые птицы напоминают самок, но грудь более тёмная и пятнистая.
Хвост обычно держат поднятым высоко над водой. Молчаливы, самцы весной издают характерный барабанящий звук. Летают редко, полёт с быстрыми взмахами крыльев, низко над водой.

## Распространение
Номинативный подвид обитает на озёрах в Андах от южной Колумбии до Чили. Также гнездится на низменных озёрах и болотах центрального Чили и Аргентины на юг до Огненной Земли, последняя популяция зимует севернее. O. f. andina обитает на озёрах и болотах Анд центральной и восточной Колумбии.

## Образ жизни
По-видимому, предпочитает естественные места обитания, которые охватывают пресноводные и щелочные постоянные озёра и болота с обширными зарослями надводной растительности, устойчивым уровнем воды и достаточной площадью открытой воды, чтобы садиться и взлетать. Такие водоёмы обычно заилены и не очень глубоки, обеспечивая достаточные возможности для добывания корма. Зимой держатся в прибрежных районах — в солёных или солоноватых лагунах и устьях рек, и на больших озёрах.

### Питание
В местах гнездования питается разнообразными водными беспозвоночными, особенно личинками двукрылых, и растительным материалом — семенами, корневищами, вегетативными частями. В местах зимовок питаются разнообразными водными растениями, а также мелкими беспозвоночными, особенно двустворчатыми моллюсками, разноногими и остракодами.

### Размножение
Предполагается, что становятся половозрелыми уже в первую зиму, но в неволе многие самки размножались только на второй год. Токование в полной мере проявляется лишь по возвращении в места гнездования. Отмечается как моногамия, так и полигамия и промискуитет. Самцы во время тока принимают своеобразные позы и издают характерные звуки, чтобы привлечь внимание самок. После спаривания самки приступают к строительству гнезда, которое устраивают между стеблями высоких надводных растений, необходим свободный выход к воде, поэтому часто селится в местах обитания ондатры, которая проделывает в зарослях широкие проходы. В кладке 4-12 яиц (в среднем 8). Крупные кладки (до 20 яиц), очевидно, объясняются внутривидовым факультативным гнездовым паразитизмом, который, скорее всего, вызван недостатком пригодных для гнездования участков. Яйца шероховатые, белые, крупные: 73×52 мм; масса в среднем 75-85 граммов. Насиживание в природе длится 23-26 дней, в инкубаторе — около 21 дня. Самки, как правило, вскоре покидают выводок, поскольку птенцы хорошо развиты и быстро становятся совершенно самостоятельными. Полностью оперяются через 7-9 недель после вылупления.

## Охрана
Специальных охранных мер не предусмотрено, поскольку численность вида относительно высока. Однако в последние десятилетия численность птиц, по крайней мере, в Северной Америке уменьшилась из-за разрушения мест гнездования и разливов нефти в местах зимовок.

## Классификация
Международный союз орнитологов выделяет два подвида:
- O. f. ferruginea (Eyton, 1838)
- O. f. andina Lehmann, 1946